# أندريا ديل فويغو
أندريا ديل فويغو (بالإنجليزية: Andréa del Fuego) (1975، ساو باولو في البرازيل)؛ كاتِبة وروائية برازيلية. درست في جامعة ساو باولو.